# Kornél Mundruczó
Kornél Mundruczó (ˈkorneːl ˈmundrut͡soː; nascut el 3 d'abril de 1975) és un director de cinema i director de teatre hongarès. Ha dirigit 18 curtmetratges i llargmetratges entre 1998 i 2020. La seva pel·lícula Johanna es va projectar a la secció Un Certain Regard del Festival de Cinema de Canes de 2005. La producció de Fehér isten, un altre dels seus llargmetratges, va comptar amb el suport de la Fundació Hongaresa del Cinema. Va guanyar el premi Un Certain Regard al 67è Festival Internacional de Cinema de Canes i es va projectar a la secció Spotlight del Festival de Cinema de Sundance el 2015.

## Primers anys
Mundruczó va obtenir un diploma de l'Acadèmia de Cinema i Drama d'Hongria el 1998 com a actor, després el 2003 com a director de cinema i televisió. En aquest mateix any, va fundar Proton Cinema Ltd., dedicada a la producció cinematogràfica, juntament amb Viktória Petrányi, cocreadora i col·laboradora constant en la seva obra i escriptura des de l'acadèmia.

## Carrera

### Cinema
El primer llargmetratge de Mundruczó Nincsen nekem vágyam semmi va guanyar, entre d'altres premis, el premi a la millor primera pel·lícula a la 31a Setmana de Cinema Hongarès, as well as its Students' Jury and Directors' Guild Awards. Va dirigir el seu curtmetratge Afta Szép napok, el seu segon llargmetratge, guardonat amb el Pardo d’Argento al Festival de Locarno de 2002. L'any 2003, va guanyar la beca artística del programa Cinéfondation, en el marc del Festival Internacional de Cinema de Canes, on va desenvolupar el guió de la pel·lícula Delta, juntament amb Yvette Bíró a París.
És membre de l'Acadèmia de Cinema Europeu des de 2004. El 2005, va guanyar una beca artística del programa Nipkow per participar durant tres mesos en cursos i consultes per a guionistes i directors reeixits a Berlín. El seu quart, cinquè i setè llargmetratges es van presentar a la competició oficial del Festival de Canes: Delta el 2008, Tender Son el 2010 i Jupiter's Moon wl 2017. La primera va guanyar el Premi FIPRESCI.
El 2014, la seva pel·lícula Fehér isten – que va ser convidada al Festival de Cannes i realitzada amb el suport d'Eurimages, la fundació cinematogràfica del Consell Europeu i la Fundació Nacional de Cinema Hongarès – va guanyar el premi principal Un Certain Regard al 67è Festival de Canes. A més, l'estrella canina de la pel·lícula va guanyar el Palm Dog Award a la millor interpretació d'un gos.
El 2021, la seva pel·lícula Evolution es va estrenar a la nova secció del 71è Festival Internacional de Cinema de Canes, anomenada Cannes Premiere, dissenyada per oferir als autors de Cannes un lloc segur per projectar nous treballs fora de la competició.

### Teatre
Mundruczó ha treballat en teatre i òpera des del 2003, primer a Hongria i després en teatres a l'estranger com el Thalia Theatre d'Hamburg, la TR Warszawa, la Schauspielhaus Zürich i l'Opera Vlaamse. Té moltes ganes de començar nous projectes on trobi els temes, col·laboradors i espais inspiradors. Durant el procés creatiu, s'esforça per crear un equip. Per als nous projectes, molt sovint utilitza els mateixos actors, que treballen amb ell com a socis creatius. Després de treballar independentment amb més o menys el mateix grup de persones durant diversos anys, el 2009, va fundar Proton Theatre, el seu independent companyia de teatre, amb la productora Dóra Büki.
Proton Theatre és una companyia artística virtual organitzada al voltant de les produccions independents del director. A més de preservar la màxima llibertat artística, el seu objectiu és garantir una estructura professional per a les seves obres i projectes teatrals de producció independent. Principalment, les seves actuacions es realitzen com a coproduccions internacionals, i els seus col·laboradors freqüents inclouen el Wiener Festwochen, HAU Hebbel am Ufer a Berlín, Kunstenfestivaldesarts a Brussel·les, Casa Trafó d’Art Contemporani a Budapest i Hellerau a Dresden. Entre les produccions dirigides pel líder artístic destaquen A jég (2006); Frankenstein-project (2007), inspirada en la seva pel·lícula Tender Son; Hard to be a God (2010); Disgrace (2012), basada en la novel·la posterior a l'apartheid del premi Nobel J. M. Coetzee i, al seu torn, va inspirar la seva pel·lícula Fehér isten; Dementia (2014), Winterreise (2015), Imitation of Life (2016), The Raft of the Medusa (2018), Evolution (2019) inspirant la seva pel·lícula amb el mateix títol i The Seven Deadly Sins/Motherland (2020). A més, Proton vol oferir espai per a la realització de les idees dels membres de l'empresa. Amb aquest esperit, van crear les següents actuacions: Last (2014), dirigida per Roland Rába; 1 link (2015), directed by Gergely Bánki i Finding Quincy de János Szemenyei.
Les actuacions de Proton han fet gires per més de 110 festivals fins al 2020, inclòs el Festival d'Avinyó, el Festival d'Adelaide, el Festival Internacional de Singapur, el Seoul Bo:m Festival, i el Zürcher Theater Spektakel. El 2017, per Imitation of life, Mundruczó va ser nominat al Premi Faust. Va ser la primera vegada en la història d'aquest premi que es va nominar un teatre no alemany, en aquest cas una companyia independent hongaresa.
Des de l'any 2017, Mundruczó està nominat al Premi Europa de Teatre.

## Filmografia
| Any  | Pel·lícula                             | Gènere/tipus             | Notes |
| ---- | -------------------------------------- | ------------------------ | --- |
| 2000 | Nincsen nekem vágyam semmi             | llargmetratge (78 min.)  | - Millor primera pel·lícula: 31è Festival de Cinema Hongarès 2000 - Millor pel·lícula – Jurat d'Estudiants – 31è Festival de Cinema Hongarès 2000 - Premi del Gremi de Directors a la millor direcció - Millor pel·lícula de l'any – Premi de la crítica de cinema hongaresa 2001 |
| 2001 | AFTA - Day after day                   | curtmetratge (25 min.)   | - Premi del curtmetratge europeu ARTE – Festival Internacional de Curtmetratges d'Oberhausen 2001 - Premi del Jurat Ecumènic – Menció d'Honor – Festival Internacional de Curtmetratges d'Oberhausen 2001                                                                         |
| 2002 | Szép napok                             | llargmetratge (85 min.)  | - Pardo d’Argent per al primer o segon llargmetratge – Festival Internacional de Cinema de Locarno 2002 |
| 2002 | Little Apocrypha no. 1                 | curtmetratge (5 min.)    | - Premi del Jurat Ecumènic – Festival Internacional de Curtmetratges d'Oberhausen 2003 |
| 2003 | Joan of Arc on the Night Bus           | òpera curta (24 min.)    | - Quinzena dels Cineastes – Festival de Canes 2003 |
| 2004 | Little Apocrypha no. 2                 | curtmetratge (15 min.)   | - Cinefondation Section – Cannes Film Festival 2004 |
| 2005 | Lost and Found - Short Lasting Silence | curtmetratge (20 min.)   | |
| 2005 | Johanna                                | llargmetratge (83 min.)  | - Un Certain Regard – Festival de Canes 2005 |
| 2008 | Delta                                  | llargmetratge (92 min.)  | - Pemi FIPRESCI – Festival de Canes 2008 |
| 2010 | Tender Son                             | llargmetratge (105 min.) | - Selecció Oficial – Festival de Canes 2010 |
| 2014 | Fehér isten                            | llargmetratge (119 min.) | - Premi Un Certain Regard – Festival de Canes 2014 - Secció Spotlight – Festival de Cinema de Sundance 2015 |
| 2017 | Jupiter's Moon                         | llargmetratge (129 min.) | - Selecció Oficial – Festival de Canes 2017 - Premi a la millor pel·lícula – Festival de Sitges |
| 2020 | Pieces of a Woman                      | llargmetratge (115 min.) | - Secció oficial – 77è Festival de Venècia |
| 2021 | Evolution                              | llargmetratge (97 min.)  | |
| TBA  | At the Sea                             | llargmetratge            | |
| TBA  | The Revolution According to Kamo       | llargmetratge            | |